# ایوان پوکروفسکی
ایوان پوکروفسکی (روسی: Иван Корнильевич Покровский؛ 1845 – after ۱۹۱۲) سیاستمدار اهل امپراتوری روسیه بود.